# Birch Cove
Birch Cove est un village d'été (summer village) du Comté de Lac Sainte-Anne, situé dans la province canadienne d'Alberta.

## Démographie
En tant que localité désignée dans le recensement de 2011, Birch Cove a une population de 45 habitants dans 20 de ses 60 logements, soit une variation de 18,4 % par rapport à la population de 2006. Avec une superficie de 0,285 2 km2, ce village d'été possède une densité de population de 157,784 0 hab/km2 en 2011.
Concernant le recensement de 2006, Birch Cove abritait 125 habitants dans 59 de ses 208 logements. Avec une superficie de 0,982 7 km2, ce village d'été possédait une densité de population de 127,2 hab/km2 en 2006.
| 2001 | 2006 | 2011 | 2016 |
| ---- | ---- | ---- | ---- |
| 50   | 36   | 45   | 45   |